# Claire de Lorez
Claire de Lorez, née Claire Deutch le 4 août 1895,, et morte le 21 septembre 1985, est une actrice américaine de la période du cinéma muet.

## Biographie
Née à San Francisco, de Lorez est une des trois enfants d'Eliza G. McMahon et Isaac "Ike" Deutch,. Sa sœur Thelma était une danseuse qui a aussi utilisé DeLorez comme nom de scène.
Dès l'âge de 4 ans, Claire Deutch se produit en public en tant que chanteuse et danseuse. Elle se produit soit seule soit avec son frère Edward. Elle a été désignée comme « une des futures stars de vaudeville » par le The San Francisco Examiner.
Se spécialisant dans les rôles de vamp, de Lorez a été active à Hollywood entre 1920 et 1925, après quoi elle se rend à Paris où elle se produit sur scène en plus de jouer dans cinq films.
Pendant la Première Guerre mondiale elle sert dans une unité d'ambulances américaine; durant la Seconde Guerre mondiale elle est prisonnière des Allemands à Vittel. Elle se marie avec un homme d'une famille aisée grecque et prend le nom de Claire Typaldon-Bassian. En 1949 elle est secrétaire d'une unité auxiliaire de la légion américaine à Paris.
En septembre 1932, de Lorez absorbe des médicaments dans un café à Paris pour tenter de se suicider. Un serveur qui l'avait vue, l'empêche de boire de l'eau, espérant retarder l'empoisonnement. Le Los Angeles Times indique que de Lorez avait été désespérée après une déclaration de son fiancé renonçant à leur mariage.

## Filmographie
- 1920 : The Scuttlers (en)
- 1921 : Les Quatre Cavaliers de l'Apocalypse (The Four Horsemen of the Apocalypse)
- 1921 : La Reine de Saba (The Queen of Sheba)
- 1923 : Les Ennemis de la femme (Enemies of Women) d'Alan Crosland
- 1923 : Bright Lights of Broadway (en) : Connie King
- 1924 : Amours de Reine (Three Weeks)
- 1924 : Beau Brummel
- 1924 : La Sirène de Séville (The Siren of Seville)
- 1924 : Mon cœur et mes millions (Her Night of Romance)
- 1924 : So This Is Marriage (en)
- 1925 : The Re-Creation of Brian Kent (en)
- 1925 : The Coast Patrol (en)
- 1925 : Under the Rouge (en)
- 1925 : Northern Code (en)
- 1925 : Cobra de Joseph Henabery
- 1928 : L'Équipage (The Crew)
- 1928 : Morgane la sirène (Morgane, the Enchantress)